# منافسة أرسنال ومانشستر يونايتد
على الرغم من أن أرسنال ومانشستر يونايتد كانا في نفس الدرجة في كرة القدم الإنجليزية منذ عام 1919 إلا أن التنافس بين الناديين أصبح شرسا فقط في أواخر التسعينيات وأوائل العقد الأول من القرن الحادي والعشرين عندما تنافس الفريقان بانتظام ضد بعضهما البعض على لقب الدوري الإنجليزي الممتاز وكأس الاتحاد الانجليزي. كانت هناك أيضا عداوة بين المديرين الفنيين أرسين فينغر المدير الفني للأرسنال (1996–2018) والسير أليكس فيرغسون المدير الفني لمانشستر يونايتد (1986–2013) وقائدي الفريقين باتريك فييرا وروي كين ومنافساتهم في كثير من الأحيان كانت هناك مشاكل على أرض الملعب - تم إبراز سبع بطاقات حمراء في المباريات من فبراير 1997 إلى فبراير 2005. وشابت مباراة الدوري في سبتمبر 2003 المعروفة باسم "معركة أولد ترافورد" مشاجرة بتحريض من لاعبي أرسنال الذين شعروا أن المهاجم رود فان نيستلروي قام بخدعة لطرد فييرا. وبعد موسم أنهى مانشستر يونايتد مسيرة أرسنال الخالية من الهزائم في ظروف مثيرة للجدل مما أدى إلى مزيد من الفوضى هذه المرة في النفق. يتصدر مانشستر يونايتد عدد الألقاب التي فاز بها برصيد 68 لقبا مقابل 49 لقبا لأرسنال.
بحلول عام 2008 أشار لاعب أرسنال السابق لي ديكسون إلى أن المنافسة قد تضاءلت. وذكر فيرجسون أيضا أن لقاءات الفريقين كانت باردة عن المباريات "الساخنة" السابقة بينهما. كانت العوامل الأخرى التي أدت إلى تضاؤل أهمية التنافس في العقد الأول من القرن الحادي والعشرين هي صعود الأندية الأخرى بما في ذلك المنافسين المحليين لكليهما (تشيلسي وتوتنهام هوتسبير ومانشستر سيتي).
لعب أرسنال ومانشستر يونايتد مباراة تنافسية لأول مرة في أكتوبر 1894 واعتبارا من 9 مارس 2025 واجه الفريقان بعضهما البعض 244 مرة فاز مانشستر يونايتد في 99 مباراة مقابل 90 لأرسنال وتعادلا في 55 مباراة. سجل واين روني أكبر عدد من الأهداف (12) بينما لعب ريان غيغز أكبر عدد من المباريات (50). ظهر العديد من اللاعبين لكلا الناديين في مراحل مختلفة من مسيرتهم المهنية بما في ذلك برين كيد وأندي كول وديفيد بلات وروبين فان بيرسي وداني ويلبيك وأليكسيس سانشيز والمدير السابق جورج غراهام.

## التاريخ

### الأصول
مباراة لا تنسى بين الفريقين أقيمت في 1 فبراير 1958 عندما التقيا في مباراة بالدوري على ملعب هايبري. كانت هذه آخر مباراة لعبها مانشستر يونايتد في الدوري قبل كارثة ميونيخ الجوية بعد خمسة أيام والتي أودت بحياة ثمانية من لاعبيهم وشهدت إصابة لاعبين آخرين لدرجة أنهم لم يلعبوا مرة أخرى أبدا. فاز مانشستر يونايتد بالمباراة 5-4 بأهداف تومي تايلور (مرتين) ودنكان إدواردز وبوبي تشارلتون ودينيس فيوليت. خمسة من لاعبي مانشستر يونايتد الذين سيفقدون حياتهم نتيجة للحادث نزلوا إلى الملعب في المباراة - القائد والظهير روجر بيرن والنصف الأيمن إيدي كولمان ونصف الوسط مارك جونز والنصف الأيسر إدواردز والمهاجم تايلور.
حدثت مواجهة أخرى رفيعة المستوى بعد أكثر من 20 عاما في نهائي كأس الاتحاد الإنجليزي في 12 مايو 1979. شهد حشد كبير من الجماهير تقدم أرسنال 2-0 في الشوط الأول بفضل أهداف بريان تالبوت وفرانك ستابلتون ومع بقاء خمس دقائق فقط على نهاية المباراة كان تقدمهم لا يزال مستمرا. ثم في الدقيقة 86 قلص جوردون ماكوين الفارق لصالح مانشستر يونايتد وبعد دقيقتين تعادلوا بهدف من سامي ماكلروي. ومع ذلك بعد دقيقة واحدة فقط من تعادل مانشستر يونايتد سجل آلان سندرلاند لاعب أرسنال هدفا في الدقيقة 89 ليفوز بالكأس 3-2 لصالح أرسنال.
على الرغم من أن أرسنال ومانشستر يونايتد خاضا سابقا العديد من المباريات المهمة يعتقد السير أليكس فيرجسون أن التنافس بدأ في يناير 1987 عندما تم طرد ديفيد روكاسل بسبب انتقامه من خطأ على نورمان وايتسايد. في أكتوبر 1990 أدى شجار بين الجانبين في ملعب أولد ترافورد إلى خسارة كلا الناديين نقاطا في دوري الدرجة الأولى 1990–91. بدأ الشجار عندما تنافس لاعب أرسنال أندرس ليمبار الذي سجل الهدف الوحيد في المباراة على الكرة مع مدافع مانشستر يونايتد دينيس إيروين. تعامل زميل ليمبار نايجل وينتربيرن مع إيروين مما دفع بريان ماكلير وإيروين للانتقام. تم دفع وينتربيرن إلى اللوحات الإعلانية وشارك جميع اللاعبين باستثناء حارس المرمى ديفيد سيمان في اشتباك مدته 20 ثانية. بالإضافة إلى خصم النقاط قام كلا الناديين بتغريم العديد من لاعبيهما وفي حالة أرسنال مديرهم الفني أيضا. واجه أرسنال ومانشستر يونايتد بعضهما البعض بعد ذلك في هايبري بعد ما يزيد قليلا عن شهر في الجولة الرابعة لكأس دوري كرة القدم. سجل الجناح لي شارب البالغ من العمر 19 عاما ثلاثية ليقود مانشستر يونايتد للفوز 6-2.

### 1996-2003
اشتد التنافس بعد وصول أرسين فينغر في أكتوبر 1996. أقيم اللقاء الأول بين مانشستر يونايتد بقيادة فيرجسون وأرسنال بقيادة فينجر في ملعب مانشستر يونايتد أولد ترافورد في 16 نوفمبر 1996. دخل أرسنال المباراة بدون هزيمة في 10 مباريات لكنه فاز بالخطأ في مرماه. هدف مدافع أرسنال نايجل وينتربيرن أعطى يونايتد الفوز 1-0. حادثة وقعت في الشوط الأول بين حارس مرمى مانشستر يونايتد بيتر شمايكل ومهاجم أرسنال إيان رايت أثارت ذكريات شجار عام 1990. مباراة العودة في هايبري التي فاز فيها مانشستر يونايتد بنتيجة 2-1 شابتها مرة أخرى حادثة بين رايت وشمايكل عندما تحدى المهاجم الكرة بكلتا قدميه وأمسك حارس المرمى بأزراره. ونشبت مواجهة وتدخلت الشرطة للفصل بين اللاعبين بعد صافرة النهاية. وسرعان ما تبين أن الحادثتين مرتبطتان حيث اتهم رايت شمايكل بإساءته عنصريا وكان يجري التحقيق جنائيا في هذه المزاعم. في حديثه إلى سكاي سبورتس نفى فيرجسون بشدة المزاعم الموجهة ضد شمايكل وقال إن المزاعم كانت "افتراء" ضد النادي. ادعى فينغر أن فيرغسون كان يتحدث كثيرا ويجب أن يسمح للقضاة بالقيام بعملهم لكنه كان دفاعيا عن التدخل الذي قام به رايت قائلا إنه كان هناك 30 تدخلا أسوأ في الموسم. تم فحص سلوك رايت في جلسة استماع حيث اشتكى من تعرضه لإساءة عنصرية من قبل شمايكل وعند هذه النقطة تدخل الاتحاد الإنجليزي واجتمع مع ممثلي كلا الناديين. في مارس تم الإعلان عن أن شمايكل لن يواجه أي تهم بسبب هذه المزاعم وطلب من اللاعبين إجراء مصالحة عامة مع موافقة رايت على الفكرة ولكن لم يكن الأمر كذلك حتى أبريل واتفقا على تسوية خلافاتهما. بدأ عداء المديرين الفنيين تجاه بعضهم البعض بالظهور.

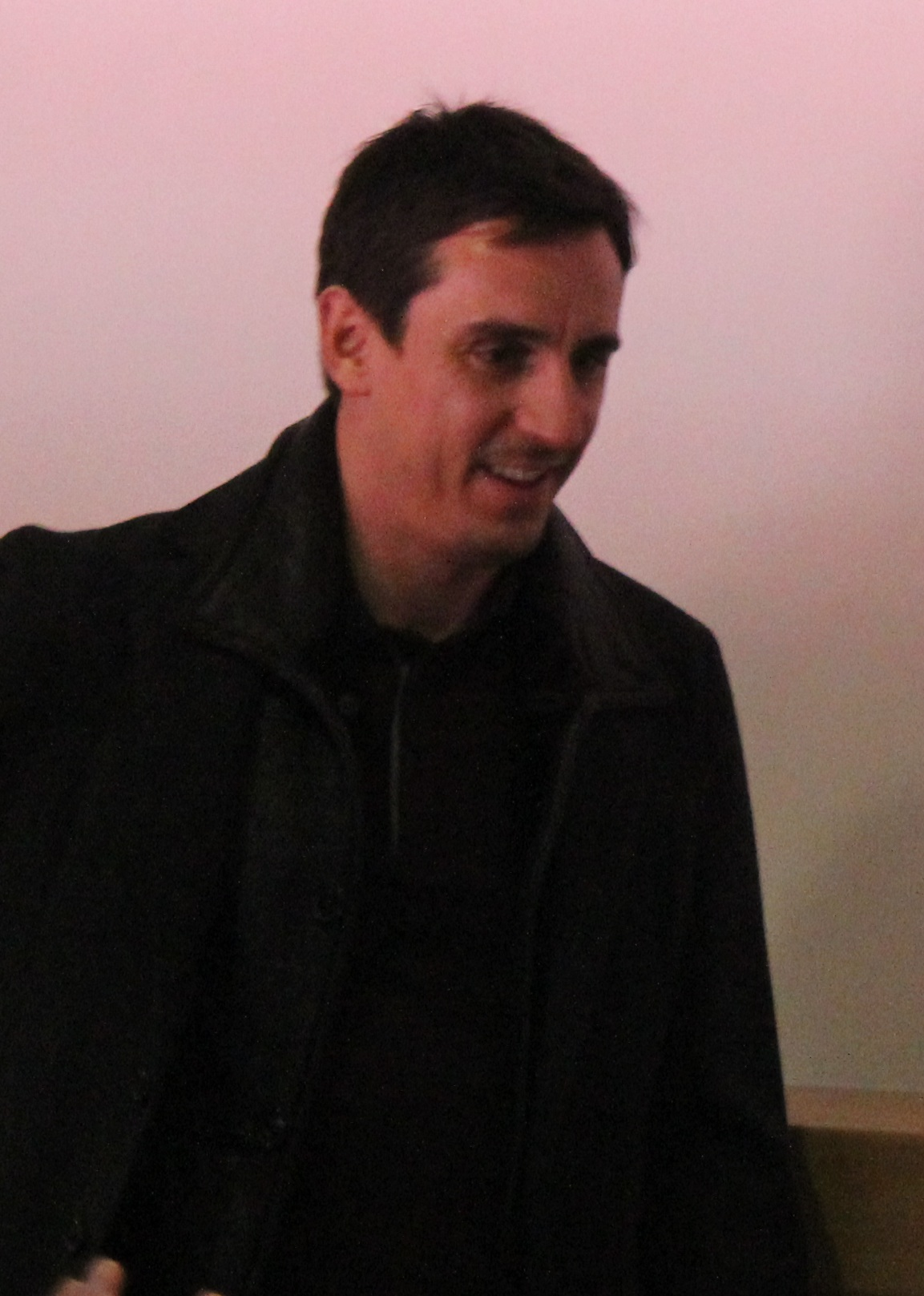
وصف غاري نيفيل فريق أرسنال عام 1998 بأنه "ذو خبرة وقوة عقليا وجسديا".

كان فينغر قد نصح الدوري الإنجليزي الممتاز بعدم تمديد الموسم لتخفيف ازدحام مباريات مانشستر يونايتد وهو ما رد عليه فيرجسون علنا: "ربما يجب عليه التركيز على تدخلات إيان رايت بدلا من مانشستر يونايتد. إنه في ناد كبير، حسنا كان أرسنال فريقا كبيرا. وربما في العام المقبل يمكن أن يكون في نفس الوضع وأتساءل ما هي القصة بعد ذلك".
فاز مانشستر يونايتد بأربعة من النسخ الخمس الأولى من الدوري الذي يحمل العلامة التجارية الجديدة وكان في طريقه لمواصلة هيمنته بعد أن فتح تقدما كبيرا في فبراير 1998. لكن الإصابات والنتائج السيئة أدت إلى زعزعة استقرار الفريق وبحلول ذلك الوقت أرسنال عندما زار أولد ترافورد في مارس كان السباق على اللقب يبدو محتملا. كان فينغر متفائلا بشأن فرص فريقه: "لقد أخبرتك الأسبوع الماضي أن السباق لم ينته بعد عندما توقف المراهنون عن الرهان. والمفاجأة مفاجأة لقد بدأوا في أخذ الأموال مرة أخرى". وضع هدف مارك أوفرمارس أرسنال على طريق الفوز مما جعلهم يتأخرون بست نقاط مع ثلاث مباريات مؤجلة. وفي النهاية فازوا بالدوري وحصلوا على الثنائية بفوزهم على نيوكاسل يونايتد في نهائي كأس الاتحاد الإنجليزي.
قالب:اقتباس مربع
بدأ أرسنال موسم 1998-99 بفوزه 3-0 على مانشستر يونايتد في الدرع الخيرية ولم يكن فيرجسون مهتما بالنتيجة لكن الخسارة أمام الأبطال بعد شهر بنفس النتيجة كانت على حد تعبيره "أقل احتمالا بكثير". تنافس كلا الناديين مرة أخرى على الألقاب المحلية. وتغلب يونايتد هذه المرة على أرسنال بفارق نقطة ليستعيد اللقب. التقيا أيضا في نصف نهائي كأس الاتحاد الإنجليزي والذي أعيد بعد انتهاء المباراة الأصلية بالتعادل السلبي. سجل ديفيد بيكهام ودينيس بيركامب لنادييهما في كل من شوطي المباراة وتم طرد روي كين وحصل حاملو اللقب في وقت متأخر من ركلة جزاء. أنقذ شمايكل محاولة بيركامب وذهبت المباراة إلى الوقت الإضافي. سجل رايان جيجز هدف الفوز بشكل لا ينسى حيث استحوذ على الكرة في منتصف الطريق وراوغ خط دفاع أرسنال بأكمله قبل أن يسدد في مرمى ديفيد سيمان. كتب مات ديكنسون في صحيفة التايمز: "المباراة التي انتهت بكل شيء باقتحام الملعب وقتال متقطع وحمل ديفيد بيكهام كتفا عاليا من الملعب". واصل مانشستر يونايتد استكمال الثلاثية وفاز بدوري أبطال أوروبا.
استمر التنافس في الألفية الجديدة على الرغم من تشديد قبضة مانشستر يونايتد المحلية. أنهوا موسم 1999-2000 بفارق 18 نقطة عن آرسنال وأكملوا ثلاثية الألقاب في الموسم التالي. تلاشت أي إشارة إلى إمكانية القبض على مانشستر يونايتد بمجرد فوز فريق فيرجسون بشكل مدوي على أرسنال 6-1 في فبراير 2001. سجل دوايت يورك ثلاثية في اليوم الذي أرسل فيه فينجر ثنائي قلب دفاع عديم الخبرة نسبيا جيل جريماندي وإيجور ستيبانوف. وفي نهاية الموسم أعلن فيرجسون قراره بالاعتزال. وبحسب ما ورد وافق على محاولة للتعاقد مع لاعب خط الوسط باتريك فييرا الذي كان منزعجا من عدم نشاط انتقالات أرسنال. لم يتم النقل مطلقا وألقى فينجر باللوم على منافسيه في "... الاقتراب من باتريك دون الاتصال بنا وهذا لا يحترم القواعد حقا". بدأ مانشستر يونايتد موسم الدوري بشكل غير مبال وبحلول فبراير 2002 عاد فيرجسون عن خطة اعتزاله بناء على نصيحة عائلته. حقق أرسنال خطوته مع اقتراب موسم 2001–02 من نهايته وفاز بالثنائية للمرة الثانية خلال أربع سنوات. تم تحديد البطولة على ملعب أولد ترافورد في المباراة قبل الأخيرة من الموسم. ووصف فينجر فوز فريقه 1-0 بأنه "تحول في القوة".
قالب:اقتباس مربع
فاز مانشستر يونايتد باللقب مرة أخرى في موسم 2002–03 عندما بدا أن أرسنال سيحتفظ به. انتهت المواجهة بين الفريقين في أواخر الموسم في ظروف مثيرة للجدل بعد أن سمح حكام المباراة بإحتساب الهدف الثاني لتييري هنري على الرغم من كون اللاعب متسللا وتم طرد سول كامبل بسبب ضربة بمرفق على أولي جونار سولسكاير في التعادل 2-2. كان أرسنال قد تغلب على مانشستر يونايتد في طريقه إلى النجاح في كأس الاتحاد الإنجليزي وتنافس الفريقان على درع الاتحاد الإنجليزي 2003 في بداية موسم 2003-2004. في مباراة شديدة التنافس تم حجز فيل نيفيل في الدقيقة الأولى بسبب التحام مع فييرا وبعد دقيقة واحدة تلقى آشلي كول إنذارا بسبب خطأ سولسكاير. كما تم منح بطاقات صفراء لكوينتون فورتشن وبول سكولز لفريق يونايتد وفييرا لفريق أرسنال. حصل البديل فرانسيس جيفرز على بطاقة حمراء مباشرة بعد ركلة على فيل نيفيل وعلى الرغم من الإفلات من العقاب في الأصل فقد تم إيقاف كامبل لاحقا ثلاث مباريات من قبل الاتحاد الإنجليزي لركله على إيريك دجيمبا دجيمبا. انتهت المباراة بنتيجة 1-1 بعد 90 دقيقة وفاز يونايتد في النهاية بالدرع 4-3 بركلات الترجيح.

### 2003–04: لقاء نصف نهائي الشجار والكأس

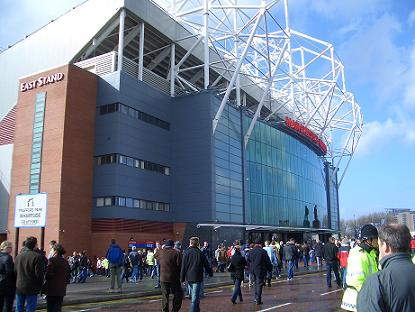
كان أولد ترافورد هو المكان المناسب لشجار آخر بين الجانبين.

تصاعدت المنافسة في سبتمبر 2003 عندما سافر أرسنال إلى أولد ترافورد. في المباراة تلقى فييرا البطاقة الصفراء الثانية لدوره في مشاجرة مع المهاجم رود فان نيستلروي وخلال الوقت المحتسب بدل الضائع أسقط المدافع مارتن كيون دييغو فورلان في منطقة جزاء أرسنال. وحصل مانشستر يونايتد على ركلة جزاء وتقدم فان نيستلروي لتنفيذها لكن تسديدته ارتدت من العارضة.
أعقب ذلك مشاهد ابتهاج من لاعبي أرسنال الذين واجهوا فان نيستلروي بعد إهداره وأدى الشجار الناتج إلى شجار آخر بعد صافرة النهاية. اتخذ الاتحاد الإنجليزي إجراء على الفور واتهم ستة من لاعبي أرسنال (جينس ليمان وراي بارلور ولورين وكول وكيون وفييرا) بالسلوك غير اللائق. تم تغريم النادي بمبلغ 175 ألف جنيه إسترليني وهي أكبر غرامة يفرضها الاتحاد الإنجليزي على النادي في ذلك الوقت. تم إيقاف لورين أربع مباريات بينما تم إيقاف فييرا وبارلور مباراة واحدة.
أقيمت المباراة التالية بين هذين الناديين على ملعب هايبري في مارس 2004 وانتهت مرة أخرى بالتعادل بعد هدف متأخر من لويس ساها. كانت المباراة هي المرة الأولى التي يبدأ فيها الفريق الموسم حيث وصل إلى 30 مباراة دون هزيمة.
ثم أخرج فريق فيرجسون أرسنال من نصف نهائي كأس الاتحاد الإنجليزي على ملعب فيلا بارك في نهاية الأسبوع التالي. قاد أنصار مانشستر يونايتد على الأرض جوقة "أين ذهبت ثلاثيتك؟" لمنافسيهم. واصل يونايتد الفوز بكأس الاتحاد الإنجليزي بينما استعاد أرسنال اللقب دون خسارة أي مباراة في الدوري. واجهوا بعضهم البعض في درع الاتحاد الإنجليزي 2004 وفاز أرسنال بالمباراة 3-1.

### 2004–05: انتهاء مسيرة خالية من الهزائم، وشجار في النفق
Arsène Wenger 2008.jpg|تصغير|انتقد أرسين فينجر بشدة أداء مايك رايلي مما يشير إلى أن الحكم كان متحيزا تجاه أصحاب الأرض.
بحلول الوقت الذي لعب فيه أرسنال مع مانشستر يونايتد كان النادي قد مدد مسيرته الخالية من الهزائم في الدوري إلى 49 مباراة. واحتل مانشستر يونايتد المركز السادس في الجدول بفارق 11 نقطة خلف أرسنال وكانوا عازمين على إنهاء سلسلة عدم الهزائم لمنافسيهم. وصف فيرجسون في مؤتمره الصحفي سلوك أرسنال في المباراة المكافئة قبل عام بأنه "... أسوأ شيء رأيته في هذه الرياضة. ولا عجب أنهم كانوا سعداء للغاية بالأحكام".
مباراة الدوري في أكتوبر 2004 التي أقيمت على ملعب أولد ترافورد شابها عدد من الأخطاء التي تجاهلها الحكم مايك رايلي بما في ذلك تحدي المهاجم فان نيستلروي على كول. سيطر أرسنال على أغلب مجريات اللعب ولكن مع اقتراب المباراة من النهاية هدد مانشستر يونايتد. حصل الفريق المضيف على ركلة جزاء عندما تم الحكم على واين روني بتعرضه لخطأ في المنطقة من قبل كامبل. سجل فان نيستلروي وسجل روني في وقت متأخر من المباراة ليمنح يونايتد الفوز 2-0. اشتعلت النيران في النفق بعد ذلك. وواجه فينجر فان نيستلروي بسبب تدخله على كول لكن فيرجسون تدخل وطلب منه ترك لاعبيه بمفردهم. تم إلقاء بيتزا على فيرجسون من قبل أحد لاعبي أرسنال مما أجبره على تغيير ملابس النادي الرياضية من أجل القيام بواجباته التلفزيونية. لم يتم إجراء تحقيق بشأن "بيتزاغيت" أبدا حيث ظل كلا الناديين صامتين.
التقى الفريقان مرة أخرى بعد خمسة أسابيع في ربع نهائي كأس الرابطة على ملعب أولد ترافورد وعلى الرغم من أن كلا الفريقين لعب بتشكيلة ضعيفة إلا أن المباراة لم تكن خالية من الدراما. أعطى ديفيد بيليون التقدم ليونايتد في 19 ثانية فقط لكن التوتر تفاقم في الشوط الثاني. أدى تدخل روبن فان بيرسي المتأخر على كيران ريتشاردسون إلى مشاجرة بين مجموعتي اللاعبين والتي انتهت بحصول كلا الطرفين على إنذار من قبل الحكم مارك هالسي. انتهت المباراة بنتيجة 1–0. في مباراة الدوري العكسي كان لا بد من فصل قائدي الفريق كين وفييرا في النفق قبل المباراة من قبل الحكم جراهام بول. اتهم كين لاعب خط وسط أرسنال بترهيب زميله في الفريق غاري نيفيل وقال للصحافة بعد ذلك: "قلت تعالوا وواجهوني بهذه البساطة. إذا أراد تخويف بعض زملائي في الفريق إذن دعونا نلقي نظرة على بعض اللاعبين الآخرين وأعتقد أن غاري نيفيل هدف سهل لم أكن أمتلكه". أعطى فييرا أرسنال التقدم في الدقيقة الثامنة من المباراة لكن مانشستر يونايتد خرج بنتيجة 4-2.
في مايو 2005 خاض أرسنال ومانشستر يونايتد المباراة النهائية رقم 124 لكأس الاتحاد الإنجليزي. كانت هذه هي المرة الأولى في تاريخ المسابقة التي يتم فيها تحديد المباراة النهائية بركلات الترجيح. فاز أرسنال على يونايتد 5-4 بعد التعادل السلبي بعد الوقت الإضافي. أصبح مهاجم أرسنال خوسيه أنطونيو رييس ثاني لاعب في تاريخ نهائي الكأس يتم طرده بعد حصوله على البطاقة الصفراء الثانية قرب نهاية الوقت الإضافي.

### 2005-2018

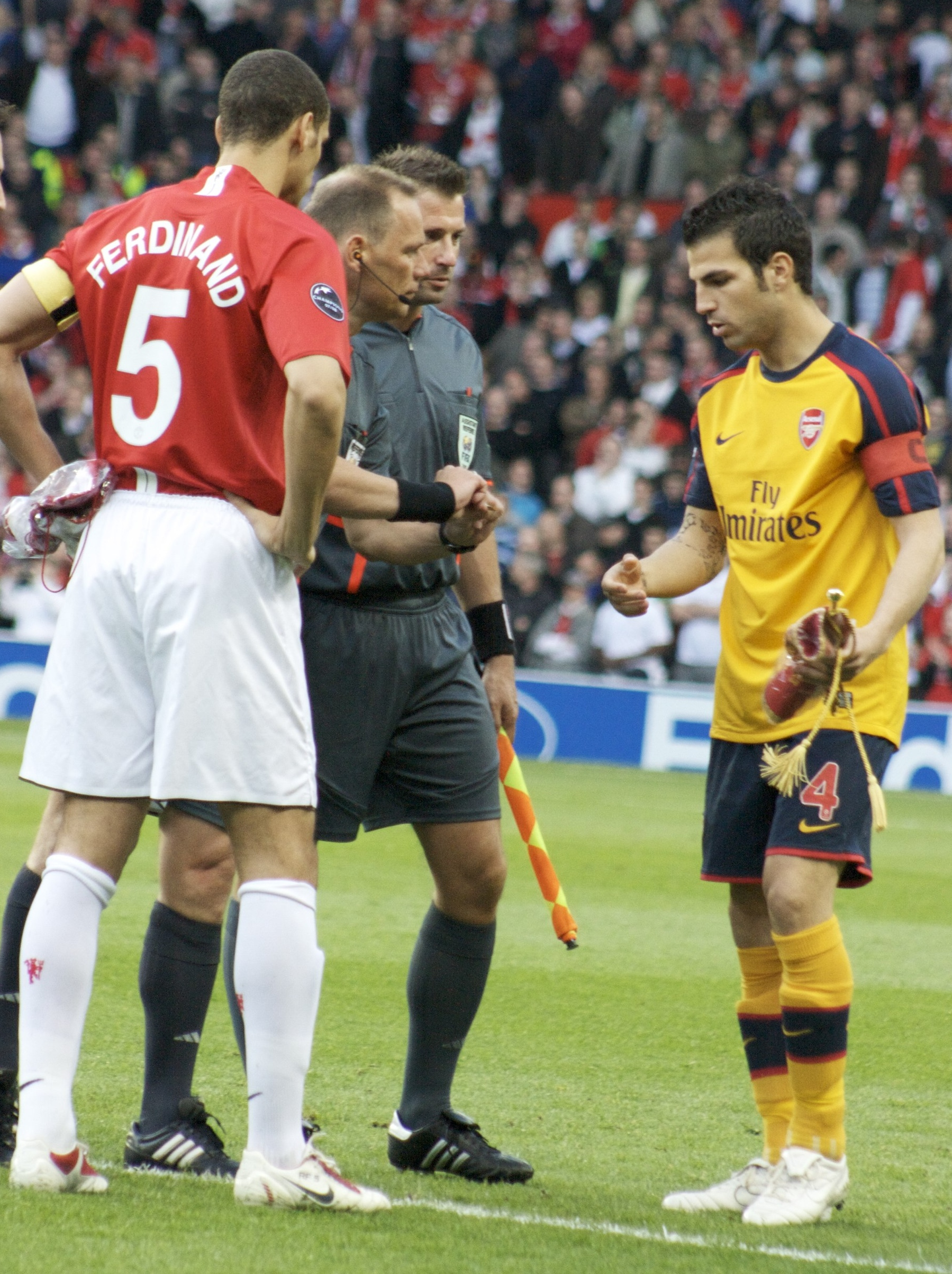
ريو فرديناند وسيسك فابريجاس في نقاش مع الحكم قبل المباراة الأوروبية الأولى بين الفريقين في أبريل 2009.

أدى ظهور تشيلسي كمنافس على اللقب إلى وضع حد للاحتكار الثنائي المحلي لأرسنال ومانشستر يونايتد. فاز نادي غرب لندن بلقب الدوري مرتين متتاليتين في موسمي 2004–05 و2005–06 تحت قيادة جوزيه مورينيو في الوقت الذي مر فيه أرسنال ومانشستر يونايتد بفترة انتقالية. ترك فييرا وكين نادييهما بحلول نهاية عام 2005 بينما تعرض فيرجسون لتدقيق مكثف بشأن إدارته. ومع ذلك فقد قاد فريقه إلى النجاح في الدوري الإنجليزي الممتاز في موسم 2006–07 وفاز بأربعة ألقاب للدوري أخرى. في أرسنال أشرف فينجر على نقل النادي إلى ملعب الإمارات واتخذ قرارا بإعطائه الأولوية على تعزيز الفريق. باع النادي العديد من اللاعبين ذوي الخبرة وقام بتجديدهم بالمواهب الشابة. كان الفوز بكأس الاتحاد الإنجليزي 2005 هو آخر لقب لهم حتى عام 2014.
على الرغم من هدوء المنافسة إلا أن الناديين ما زالا منخرطين في معارك مثيرة. كتب جيمي جاكسون من صحيفة الغارديان بعد إحدى المباريات في نوفمبر 2007: "لمرة واحدة هنا كان هناك مشهد كاف لمواجهة الضجيج الذي يسبق المباراة وإقناع الملايين الذين يشاهدون حول العالم بأن الدوري الإنجليزي الممتاز قد يكون لديه أفضل لاعبي كرة القدم الذين يمكنهم اللعب بنفس المستوى". في عام 2009 التقى الفريقان في الدور نصف النهائي من دوري أبطال أوروبا 2008–09 والتي فاز بها مانشستر يونايتد 4–1 في مجموع المباراتين. وكان مدافع يونايتد باتريس إيفرا صريحا في تقييمه بعد المباراة: "لقد كانوا 11 لاعبا ضد 11 طفلا. لم نشك أبدا في أنفسنا. لدينا خبرة أكبر بكثير وهذا ما صنع الفارق". وصفها فينجر بأنها الليلة الأكثر مخيبة للآمال في مسيرته وقال إن رد فعل جماهير أرسنال جعله يشعر كما لو أنه "قتل شخصا ما".

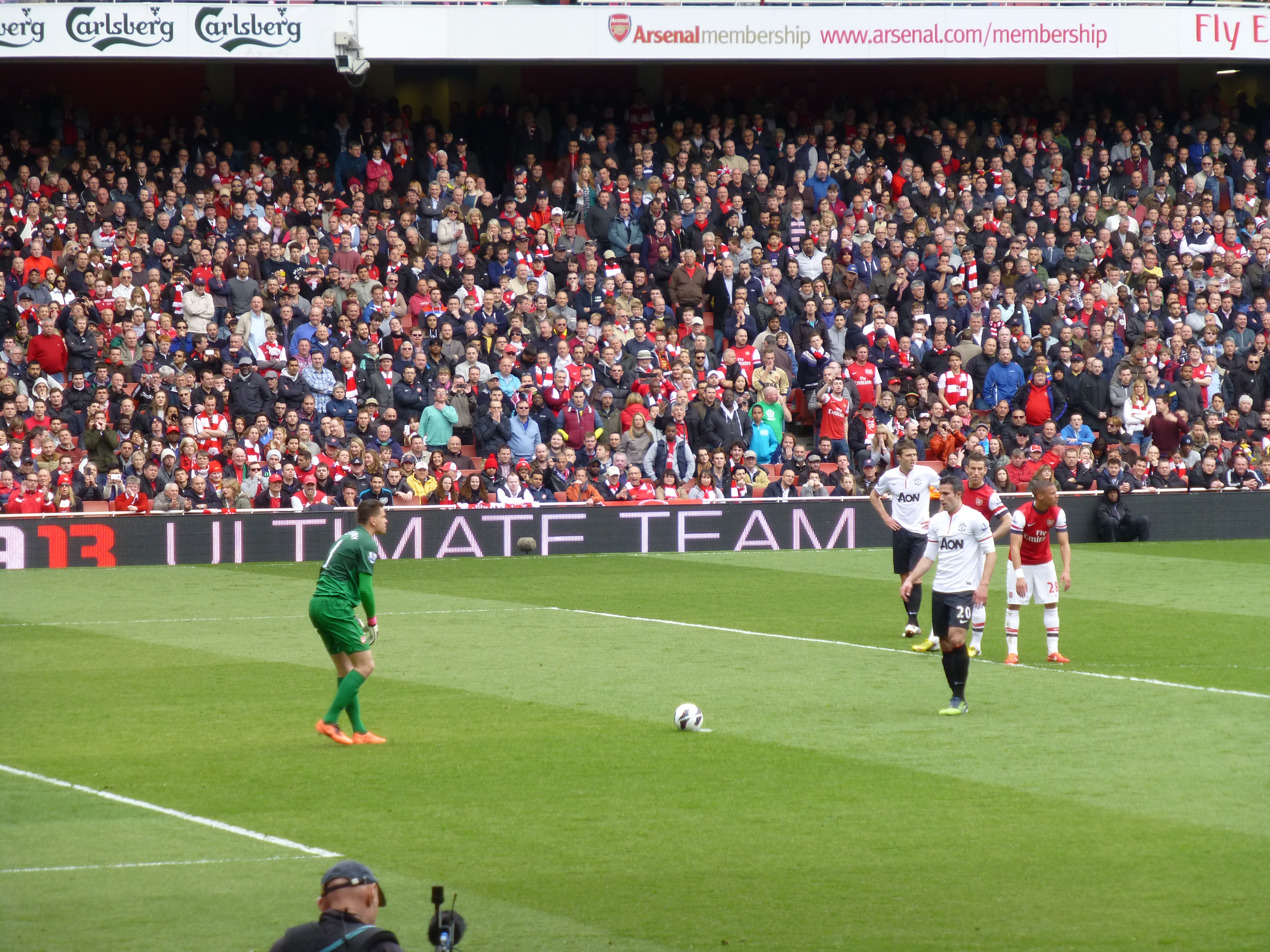
روبن فان بيرسي على وشك تنفيذ ركلة جزاء ضد فريقه السابق، أبريل 2013.

في وقت لاحق من ذلك الشهر كان التعادل 0-0 كافيا لمنح مانشستر يونايتد لقب الدوري للمرة الثالثة على التوالي معادلا الرقم القياسي لليفربول البالغ 18 لقبا. أعرب فينغر عن احترامه لفيرغسون قائلا إنه "من الرائع أن يكون لديك مثل هذا الدافع الثابت في ذلك الوقت". المستوى - والتعامل مع التوتر وجميع المكونات الأخرى" وأعلن أن مانشستر يونايتد يستحق الأبطال.
في أغسطس من الموسم التالي التقى الفريقان على ملعب أولد ترافورد وعوض مانشستر يونايتد تأخره ليفوز 2-1. قرب نهاية المباراة تم إلغاء هدف أرسنال بداعي التسلل مما تسبب في انتقاد فينجر وركل زجاجة ماء بغضب قبل أن يطرده الحكم مايك دين وصعد فينجر إلى أعلى النفق حيث تلقى هتافات "اجلس يا شاذ للأطفال" من مشجعي مانشستر يونايتد. وأدى الحادث إلى اعتذار من رئيس الحكام كيث هاكيت بينما أثار الرئيس التنفيذي لمانشستر يونايتد ديفيد جيل القضية مع مجموعة من المؤيدين المؤثرين.
في ديسمبر 2010 وجه فيرغسون نداء شخصيا إلى جماهير مانشستر يونايتد للتوقف عن غناء الهتاف "المريض" لفينغر حيث كان هذا النوع من الهتافات من المشجعين يعتبر إحراجا للنادي. مع سعي الفريقين للحصول على لقب الدوري الإنجليزي الممتاز في مايو 2011 فاز أرسنال بأول مباراة له ضد مانشستر يونايتد منذ نوفمبر 2008 ليترك مانشستر يونايتد متقدما بثلاث نقاط فقط على تشيلسي وست نقاط على أرسنال في المباريات الثلاث الأخيرة من الدوري. ومع ذلك فاز مانشستر يونايتد بالدوري بفارق تسع نقاط عن تشيلسي و12 نقطة عن أرسنال.
في أغسطس 2011 تعرض آرسنال لأكبر هزيمة له في الدوري منذ 84 عاما حيث خسر بنتيجة 8-2 أمام مانشستر يونايتد على ملعب أولد ترافورد. لم يخسر أرسنال أي مباراة في الدوري بهذا الفارق منذ عام 1927 عندما خسر 7-0 أمام وست هام يونايتد في دوري الدرجة الأولى القديم لكرة القدم. كانت هذه أيضا المرة الأولى التي يتلقون فيها ثمانية أهداف في مباراة واحدة منذ عام 1896 عندما خسروا 8-0 أمام لوبورو البائد الآن في دوري الدرجة الثانية لكرة القدم القديم. وبعد مرور عام انضم المهاجم روبن فان بيرسي إلى مانشستر يونايتد بعد أن صرح بأنه لن يجدد عقده مع أرسنال. تم التكهن بأنه سينتقل إلى ناد في الخارج لكنه وقع لنادي مانشستر يونايتد وهو أول لاعب من أرسنال يفعل ذلك منذ فيف أندرسون في عام 1987. اتصل فيرجسون بفينجر للمضي قدما في الصفقة عندما علم بحالة العقد. لعب فان بيرسي دورا أساسيا في فوز مانشستر يونايتد بالدوري موسم 2012–13 - آخر فوز لفيرغسون وبالصدفة تلقى حرس الشرف من زملائه السابقين قبل أن يواجه يونايتد أرسنال في ملعب الإمارات في أبريل 2013.
أضاف تعيين مورينيو مدربا لمانشستر يونايتد في عام 2016 تطورا جديدا للمنافسة نظرا للعداء السابق بينه وبين فينغر. ومع ذلك جادل الكاتب الرياضي دانييل تايلور بأن ركود فينجر أعاق أي مواجهات بين المديرين الفنيين فكتب: "توقف فيرجسون عن توجيه انتقاداته اللاذعة إلى فينجر بمجرد أن أصبح من الواضح أن عدوه القديم لم يعد قادرا على إنتاج فرق تفوز باللقب ولا يفعل ذلك. لا أشعر أنه من قبيل الصدفة أن يبدو مورينيو أيضا غير مبال الآن بعد أن تراجع آرسنال أكثر". انتقد لاعب خط الوسط السابق فيل نيفيل اللاعبين بسبب احتضانهم في النفق قبل مباراة بالدوري في مايو 2017 واصفا المجاملات بأنها "هراء تام". في ديسمبر 2017 حسب المحللون أن مباراة الدوري بين الجانبين هي أول مباراة بقيمة مليار جنيه إسترليني في الدوري الإنجليزي الممتاز.
قبل مباراة فينجر الأخيرة ضد مانشستر يونايتد في أبريل 2018 بثت القناة الخامسة فيلما وثائقيا مدته ساعة بعنوان "العداء" والذي تم وصفه في مراجعة بواسطة الغارديان بأنه "مبهج". في الفترة التي سبقت المباراة أشاد فيرجسون بفينغر قائلا إنه كان يحترمه دائما على الرغم من التنافس وأن الناديين "صنعا الدوري الإنجليزي الممتاز". صفق مشجعو مانشستر يونايتد لفينغر بحفاوة بالغة قبل المباراة على ملعب أولد ترافورد والتي انتهت بالهزيمة 2-1 بهدف في اللحظة الأخيرة سجله مروان فيلايني وهي النتيجة التي وصفت بأنها "قاسية ولكن يمكن التنبؤ بها". فاز أرسنال بمباراة واحدة خلال 15 عاما بصفته الفريق الضيف في المباراة.

## فيرغسون وفينغر
لم يكن الأمر كذلك حتى وصول فينغر في أكتوبر 1996 حيث عاد أرسنال إلى الظهور كمنافس جاد في الدوري. بحلول نهاية موسم 1996–97 حصد مانشستر يونايتد لقبه الرابع في خمسة مواسم في حين أنهى أرسنال الموسم في المركز الثالث - وهو أعلى مركز له منذ تشكيل الدوري الإنجليزي الممتاز في عام 1992. خلال الموسم علق فينغر على تغييرات القواعد التي سمحت بتمديد تقويم الدوري: "من الخطأ تمديد البرنامج حتى يتمكن مانشستر يونايتد من الراحة والفوز بكل شيء". ملاحظته أثارت غضب فيرجسون الذي أجاب: "ليس لديه خبرة في كرة القدم الإنجليزية. لقد جاء إلى هنا من اليابان والآن يخبر الجميع بكيفية تنظيم كرة القدم لدينا. إلا إذا كنت في الموقف ولديك الخبرة. ثم عليه أن يبقي فمه مغلقا، مغلقا بإحكام".
من الواضح أن العلاقة بين المديرين الفنيين كانت عدائية في البداية. وأشار فيرغسون إلى أن فينغر كان المدرب الوحيد الذي صادفه في الدوري والذي لم يتشارك معه مشروبا بعد المباريات - وهو "تقليد" كرة القدم الإنجليزية. في عام 2009 قال فينغر إن فظاظته كانت مخطئة بسبب عدم الثقة وأن المديرين الفنيين "لا يمكن أن يكونوا ودودين ومنفتحين تماما". عندما سئل عما إذا كان هذا هو السبب وراء تجنبه تناول مشروب ما بعد المباراة أجاب: "في معظم الأوقات نعم. ماذا يمكنك أن تقول إذا فزت؟ وإذا خسرت كل ما تريد فعله هو الحصول على المال والمنزل والاستعداد للمباراة القادمة".

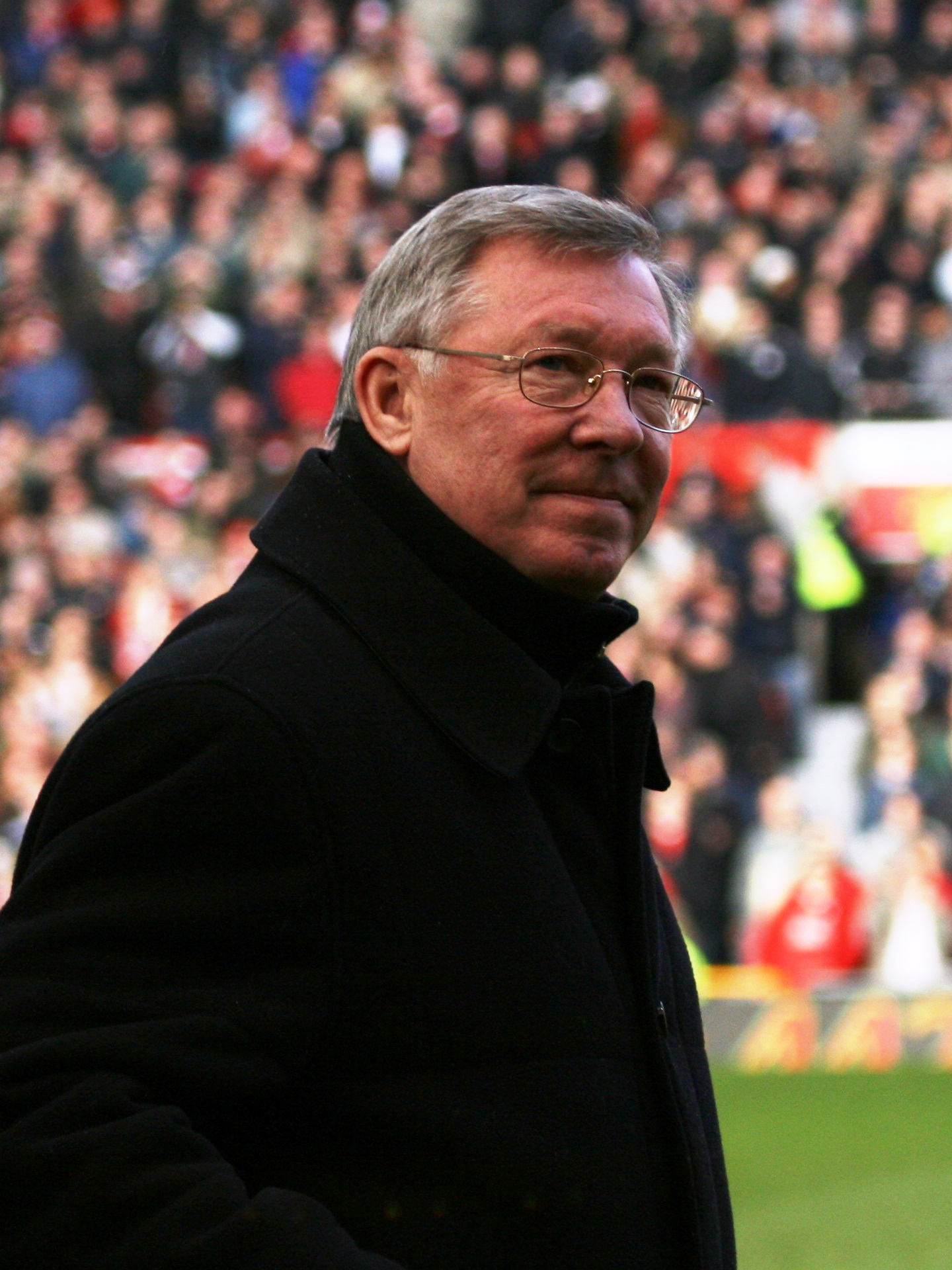
أصبحت علاقة السير أليكس فيرغسون مع أرسين فينغر ودية في السنوات اللاحقة.

في يناير 2005 دخل فيرغسون وفينغر في خلاف جديد حول ما حدث في النفق بعد بيتزاجيت. زعم فيرغسون أن فينغر وصف لاعبيه بـ"الغشاشين" ولم يعتذر أبدا عن سلوك فريقه: "إنه عار لكنني لا أتوقع أن يعتذر فينجر أبدا فهو هذا النوع من الأشخاص". ثم ادعى فينجر أن فيرغسون مذنب بتشويه سمعة اللعبة. وقال للصحفيين إنه "لن يجيب أبدا على أي أسئلة حول هذا الرجل" لكنه ذهب أبعد من ذلك للتشكيك في دوافع الصحافة: "ما لا أفهمه هو أنه يفعل ما يريد وأنتم جميعا تحت قدميه". تعرض كلا المديرين الفنيين لضغوط من خدمة شرطة العاصمة ثم وزير الرياضة ريتشارد كابورن ورئيس الدوري الإنجليزي الممتاز ريتشارد سكودامور لوضع حد للمشاحنات. وافق فيرجسون وفينجر على تخفيف حدة كلماتهما في محاولة لنزع فتيل المنافسة. في السنوات اللاحقة قال فيرغسون إن هزيمة أرسنال "أربكت عقل أرسين" وتسببت في انهيار علاقتهما لمدة خمس سنوات تقريبا.
"تبادل المدربان بعضا من أفضل وأقسى الضربات اللفظية في كرة القدم" وفقا لما ذكرته صحيفة ديلي تلغراف. في عام 1997 وصف فيرغسون فينجر بأنه " مبتدئ " لشكواه من برنامج المباريات وقال لاحقا عن مهاراته اللغوية: "يقولون إنه رجل ذكي أليس كذلك؟ يتحدث خمس لغات! لقد حصلت على 15 عاما- فتى عجوز من ساحل العاج يتحدث خمس لغات"! بعد هزيمة أرسنال أمام مانشستر يونايتد في فبراير 1997 - وهي المباراة التي شابها شجار بين رايت وشمايكل أشار فينغر إلى تدخل فيرغسون: "لقد فوجئت برؤية فيرجسون على أرض الملعب لأنه لا يمكنك لعب سوى أحد عشر لاعبا". عندما أكد فيرغسون أن فريقه لعب أفضل كرة قدم في إنجلترا خلال موسم 2001-2002 قال فينجر ساخرا: "الجميع يعتقد أن لديهم أجمل زوجة في المنزل" وهي ملاحظة شك فيرجسون في البداية أنها كانت تهكما لزوجته كاثي.
كان انبهار وسائل الإعلام بإهانات المدربين تجاه بعضهما البعض لدرجة أنه تم جلب علماء النفس لقراءة ومقارنة شخصياتهما. اقترح جون كرامر عالم النفس الرياضي في عام 2004 أن فيرجسون وفينجر استخدما التنافس بينهما من أجل الاسترخاء قبل مباراة مهمة. بالنسبة له كان فيرغسون "... سيد الماضي فيما يتعلق بخلق بيئة لإبقاء لاعبيه جائعين" باستخدام عقدة الاضطهاد ومن ناحية أخرى ينشر فينغر الحالة النفسية ويفضل "... إخبار لاعبيه أنهم جميعا رائعون وسيحاولون خلق بيئة يمكنهم من خلالها إظهار مهاراتهم دون بقية ذلك". وخلص كرامر إلى أن تعليقات كلا المدربين "تضيف إلى الدراما" لكنها لم تكن ذات أهمية في المباريات بين الناديين.
قال فيرغسون في سيرته الذاتية إن نقطة التحول الرئيسية في علاقته مع فينغر كانت بعد نصف نهائي دوري أبطال أوروبا عام 2009 ودعا مدرب أرسنال منافسه إلى غرفة تبديل الملابس وهنأه بفوز مانشستر يونايتد. قال فينغر إن علاقتهما أصبحت ودية منذ أن توقف فريقه عن التنافس مع مانشستر يونايتد على الجوائز. غالبا ما يستشهد بالانتقال إلى ملعب الإمارات في عام 2006 باعتباره السبب نظرا لتزامنه مع المرحلة الانتقالية للنادي. تم تهجير العديد من لاعبي الفريق الأول ذوي الخبرة لصالح الشباب وتحول أسلوب كرة القدم أكثر نحو الاحتفاظ بالكرة. أثبت فيرجسون أن التغيير في الفلسفة أثبت أن فينجر "لم يكن يحب مزجهم كثيرا مع اللاعبين الأكبر سنا". كما شعر أن الفريق يفتقر إلى التوازن الذي تشتد الحاجة إليه بين الهجوم والدفاع.

## البث التلفزيوني والإذاعي
جذب نمو التنافس خلال التسعينيات انتباه المذيعين وأدى إلى إعادة جدولة المباريات من الساعة 3 مساء فترة التعتيم إلى المشاهدة في أوقات الذروة في المملكة المتحدة. غالبا ما يتم بث مباريات الدوري على قناة سكاي سبورتس - مرة واحدة في الساعة 11:15 صباحا بينما يتم بث مباريات الكأس على القنوات الرئيسية بي بي سي وان وآي تي في. في ذروة المنافسة تم وصف المباريات على سكاي بأنها حسم اللقب وتم تلخيص اللعب بواسطة مارتن تايلر وآندي جراي. مباراة أبريل 2003 على ملعب هايبري والتي تم الإعلان عنها باسم "نزع الوجه" شاهدها جمهور بريطاني بلغ 3.4 مليون بينما شاهد نهائي كأس الاتحاد الإنجليزي 2005 أكثر من 480 مليون مشاهد حول العالم.
في أغسطس 1999 شارك الفريقان في أول مباراة كرة قدم تفاعلية في العالم وبعد 11 عاما ظهرا في أول بث رياضي تلفزيوني ثلاثي الأبعاد في العالم - تم اختبار كلا الحدثين بواسطة سكاي. للاحتفال بالذكرى الثمانين لأول تعليق إذاعي لكرة القدم أعادت هيئة الإذاعة البريطانية تقديم "نظام الشبكة" الخاص بها لمساعدة المستمعين على تصور الأحداث بين أرسنال ومانشستر يونايتد في يناير 2007. تم توظيف الموسيقي ديفيد جراي كملخص ضيف مع وصف جون موراي الإجراء وجيمس ألكسندر جوردون ينادي بأرقام الشبكة لشرح مكان وجود الكرة.
تم استكشاف التنافس في برنامج خاص على قناة آي تي في 4 بعنوان: "كين وفييرا: أفضل الأعداء" تم بثه لأول مرة في ديسمبر 2013. وشهد الفيلم الوثائقي مناقشة القادة السابقين حول علاقتهم ووجهات نظرهم حول مدربيهما وما يفكرون به تجاه بعضهم البعض.

## اللاعبين الذين لعبوا لكلا الناديين
أرسنال ثم مانشستر يونايتد
| \| اللاعب \| المركز \| أرسنال \| مانشستر يونايتد \| \| --------------- \| ------ \| --------- \| --------------- \| \| ديفيد هيرد \| FW \| 1954–1961 \| 1961–1968 \| \| إيان يور \| MF \| 1963–1969 \| 1969–1971 \| \| جورج غراهام \| FW \| 1966–1972 \| 1972–1974 \| \| فرانك ستابليتون \| FW \| 1971–1981 \| 1981–1987 \| \| فيف أندرسون \| DF \| 1984–1987 \| 1987–1991 \| \| أندي كول \| FW \| 1989–1992 \| 1995–2001 \| \| روبين فان بيرسي \| FW \| 2004–2012 \| 2012–2015 \| \| روبين فان بيرسي \| FW \| 2014–2018 \| 2018–2020 \| |        |           |                 |
| اللاعب | المركز | أرسنال    | مانشستر يونايتد |
| ديفيد هيرد | FW     | 1954–1961 | 1961–1968       |
| إيان يور | MF     | 1963–1969 | 1969–1971       |
| جورج غراهام | FW     | 1966–1972 | 1972–1974       |
| فرانك ستابليتون | FW     | 1971–1981 | 1981–1987       |
| فيف أندرسون | DF     | 1984–1987 | 1987–1991       |
| أندي كول | FW     | 1989–1992 | 1995–2001       |
| روبين فان بيرسي | FW     | 2004–2012 | 2012–2015       |
| روبين فان بيرسي | FW     | 2014–2018 | 2018–2020       |

مانشستر يونايتد ثم أرسنال
| \| اللاعب \| المركز \| مانشستر يونايتد \| أرسنال \| \| ---------------- \| ------ \| --------------- \| --------- \| \| بادي سلوان \| FW \| 1937–1939 \| 1946–1948 \| \| جيمي ريمر \| GK \| 1965–1974 \| 1974–1977 \| \| برين كيد \| FW \| 1967–1974 \| 1974–1976 \| \| جيم لايتون \| GK \| 1988–1991 \| 1991 \| \| ديفيد بلات \| MF \| 1982–1985 \| 1995–1998 \| \| ميكائيل سيلفيستر \| DF \| 1999–2008 \| 2008–2010 \| \| داني ويلبيك \| FW \| 2008–2014 \| 2014–2019 \| \| هنريخ مخيتاريان \| FW \| 2016–2018 \| 2018–2020 \| |        |                 |           |
| اللاعب | المركز | مانشستر يونايتد | أرسنال    |
| بادي سلوان | FW     | 1937–1939       | 1946–1948 |
| جيمي ريمر | GK     | 1965–1974       | 1974–1977 |
| برين كيد | FW     | 1967–1974       | 1974–1976 |
| جيم لايتون | GK     | 1988–1991       | 1991      |
| ديفيد بلات | MF     | 1982–1985       | 1995–1998 |
| ميكائيل سيلفيستر | DF     | 1999–2008       | 2008–2010 |
| داني ويلبيك | FW     | 2008–2014       | 2014–2019 |
| هنريخ مخيتاريان | FW     | 2016–2018       | 2018–2020 |

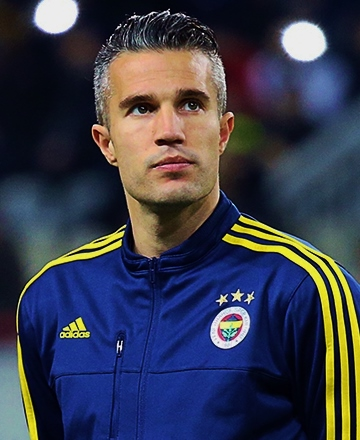
روبن فان بيرسي انتقل من أرسنال إلى مانشستر يونايتد في أغسطس 2012.

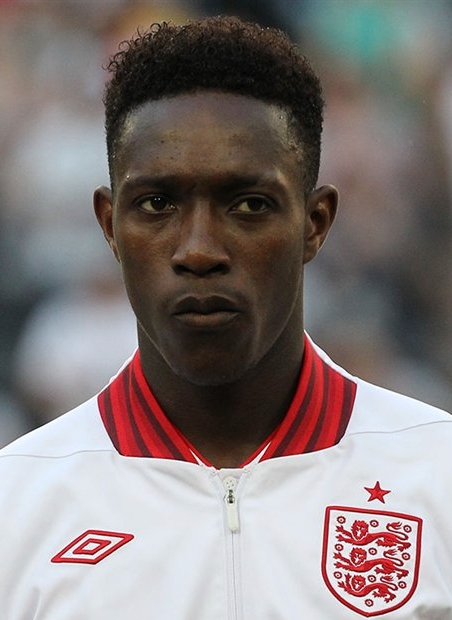
انتقل داني ويلبيك من مانشستر يونايتد إلى أرسنال في سبتمبر 2014.

ملاحظة: لم يلعب ديفيد بلات مطلقًا مباراة كبيرة مع يونايتد، ولم يلعب جيم لايتون مطلقًا مباراة كبيرة مع أرسنال.

## إحصائيات

### البطولات
آخر تحديث 25 مايو 2024.
- الأرقام مع هذه الخلفية تشير إلى أن النادي يحمل رقماً قياسياً في المنافسة.

| أرسنال    | البطولة                                              | مانشستر يونايتد |         |
| المحلية   | المحلية                                              | المحلية         | المحلية |
| --------- | ---------------------------------------------------- | --------------- | ------- |
| 13        | دوري كرة القدم الإنجليزية / الدوري الإنجليزي الممتاز | 20              |         |
| 14        | كأس الاتحاد الإنجليزي                                | 13              |         |
| 2         | كأس رابطة الأندية الإنجليزية المحترفة                | 6               |         |
| 17        | درع المجتمع الإنجليزي                                | 21              |         |
| 46        | مجموع المحلية                                        | 60              |         |
| الأوروبية |                                                      |                 |         |
| —         | دوري أبطال أوروبا                                    | 3               |         |
| 1         | كأس الكؤوس الأوروبية (ألغيت)                         | 1               |         |
| —         | الدوري الأوروبي                                      | 1               |         |
| —         | كأس السوبر الأوروبي                                  | 1               |         |
| 1         | كأس المعارض الأوروبية (ألغيت)                        | —               |         |
| 2         | مجموع الأوروبية                                      | 6               |         |
| دولية     |                                                      |                 |         |
| —         | كأس الإنتركونتيننتال (ألغيت)                         | 1               |         |
| —         | كأس العالم للأندية                                   | 1               |         |
| —         | مجموع الدولية                                        | 2               |         |
| 48        | المجموع الكلي                                        | 68              |         |

### المواجهات المباشرة
آخر تحديث 9 مارس 2025.
| البطولة                                     | لعب | فوز أرسنال | التعادل | فوز مانشستر يونايتد | أهداف أرسنال | أهداف مانشستر يونايتد |
| ------------------------------------------- | --- | ---------- | ------- | ------------------- | ------------ | --------------------- |
| دوري الدرجة الأولى/الدوري الإنجليزي الممتاز | 212 | 77         | 50      | 85                  | 298          | 316                   |
| كأس الاتحاد الإنجليزي                       | 17  | 6          | 3       | 8                   | 21           | 23                    |
| كأس رابطة الأندية الإنجليزية المحترفة       | 6   | 2          | 0       | 4                   | 12           | 15                    |
| كأس المئوية لدوري الدرجة الأولى             | 1   | 1          | 0       | 0                   | 2            | 1                     |
| درع المجتمع الإنجليزي                       | 6   | 4          | 2       | 0                   | 14           | 7                     |
| دوري أبطال أوروبا                           | 2   | 0          | 0       | 2                   | 1            | 4                     |
| المجموع                                     | 244 | 90         | 55      | 99                  | 348          | 366                   |

### الهدافون
آخر تحديث 12 مايو 2024.
| اللاعب                      | النادي                         | الدوري | كأس الاتحاد الإنجليزي | كأس الرابطة | درع المجتمع | الكؤوس الأوروبية | المجموع |
| --------------------------- | ------------------------------ | ------ | --------------------- | ----------- | ----------- | ---------------- | ------- |
| واين روني                   | مانشستر يونايتد                | 9      | 3                     | 0           | 0           | 0                | 12      |
| ديفيد هيرد                  | أرسنال (7) مانشستر يونايتد (4) | 11     | 0                     | 0           | 0           | 0                | 11      |
| جاك رولي                    | مانشستر يونايتد                | 9      | 0                     | 0           | 1           | 0                | 10      |
| تييري هنري                  | أرسنال                         | 8      | 0                     | 0           | 1           | 0                | 9       |
| كريستيانو رونالدو           | مانشستر يونايتد                | 7      | 0                     | 0           | 0           | 2                | 9       |
| دينيس لو                    | مانشستر يونايتد                | 8      | 0                     | 0           | 0           | 0                | 8       |
| مارك هيوز                   | مانشستر يونايتد                | 6      | 0                     | 1           | 1           | 0                | 8       |
| جيمي براين                  | أرسنال                         | 7      | 0                     | 0           | 0           | 0                | 7       |
| مالكوم ماكدونالد            | أرسنال                         | 5      | 0                     | 2           | 0           | 0                | 7       |
| ستان بيرسون                 | مانشستر يونايتد                | 6      | 1                     | 0           | 0           | 0                | 7       |
| روبين فان بيرسي             | أرسنال (4) مانشستر يونايتد (3) | 6      | 0                     | 0           | 0           | 1                | 7       |
| جون رادفورد                 | أرسنال                         | 7      | 0                     | 0           | 0           | 0                | 7       |
| جو سبينس                    | مانشستر يونايتد                | 7      | 0                     | 0           | 0           | 0                | 7       |
| تومي تايلور                 | مانشستر يونايتد                | 7      | 0                     | 0           | 0           | 0                | 7       |
| اللاعبين الحاليين المتصدرين |                                |        |                       |             |             |                  |         |
| ماركوس راشفورد              | مانشستر يونايتد                | 6      | 0                     | 0           | 0           | 0                | 6       |
| بوكايو ساكا                 | أرسنال                         | 3      | 0                     | 0           | 0           | 0                | 3       |

### أكثر المشاركين
آخر تحديث 3 سبتمبر 2023.
| المباريات | اللاعب          | النادي          |
| --------- | --------------- | --------------- |
| 50        | ريان غيغز       | مانشستر يونايتد |
| 33        | توني آدمز       | أرسنال          |
| 31        | بول سكولز       | مانشستر يونايتد |
| 30        | لي ديكسون       | أرسنال          |
| 30        | غاري نيفيل      | مانشستر يونايتد |
| 30        | ديفيد أوليري    | أرسنال          |
| 30        | واين روني       | مانشستر يونايتد |
| 29        | بوبي تشارلتون   | مانشستر يونايتد |
| 29        | نايجل وينتربيرن | أرسنال          |
| 28        | بيل فولكيس      | مانشستر يونايتد |

### الهاتريك
11 لاعبا سجلوا ثلاثية في مباراة تنافسية بين أرسنال ومانشستر يونايتد.
| اللاعب         | لصالح           | النتيجة         | التاريخ        | المنافسة                                      | الملعب       |
| -------------- | --------------- | --------------- | -------------- | --------------------------------------------- | ------------ |
| بيل وايت       | أرسنال          | 5–1 (على أرضه)  | 3 ديسمبر 1898  | الدوري الإنجليزي لكرة القدم 1898–99           | ملعب مانور   |
| ساندي تورنبول4 | مانشستر يونايتد | 4–2 (على أرضه)  | 23 نوفمبر 1907 | الدوري الإنجليزي لكرة القدم 1907–08           | بانك ستريت   |
| روني روك       | أرسنال          | 6–2 (على أرضه)  | 1 فبراير 1947  | الدوري الإنجليزي لكرة القدم 1952–53           | هايبري       |
| جاك رولي       | مانشستر يونايتد | 6–1 (على أرضه)  | 26 أبريل 1952  | الدوري الإنجليزي لكرة القدم 1952–53           | أولد ترافورد |
| جيمي بلومفيلد  | أرسنال          | 5–2 (على أرضه)  | 23 أبريل 1960  | الدوري الإنجليزي لكرة القدم 1959–60           | هايبري       |
| جون رادفورد    | أرسنال          | 4–0 (على أرضه)  | 22 أغسطس 1970  | الدوري الإنجليزي لكرة القدم 1970–71           | هايبري       |
| لي شارب        | مانشستر يونايتد | 6–1 (خارج أرضه) | 28 نوفمبر 1990 | كأس رابطة الأندية الإنجليزية المحترفة 1990–91 | هايبري       |
| ألان سميث      | أرسنال          | 3–1 (على أرضه)  | 6 مايو 1991    | الدوري الإنجليزي لكرة القدم 1990–91           | هايبري       |
| دوايت يورك     | مانشستر يونايتد | 6–1 (على أرضه)  | 25 فبراير 2001 | الدوري الإنجليزي الممتاز 2000–01              | أولد ترافورد |
| سيلفان ويلتورد | أرسنال          | 4–0 (على أرضه)  | 5 نوفمبر 2001  | كأس رابطة الأندية الإنجليزية المحترفة 2001–02 | هايبري       |
| واين روني      | مانشستر يونايتد | 8–2 (على أرضه)  | 28 أغسطس 2011  | الدوري الإنجليزي الممتاز 2011–12              | أولد ترافورد |

ملاحظة: 4 – اللاعب سجل 4 أهداف

## الأرقام القياسية
- المباراة التنافسية الأولى: نيوتن هيث 3–3 وولويتش أرسنال – الدرجة الثانية، 13 أكتوبر 1894
- أول مباراة في كأس الاتحاد الإنجليزي: مانشستر يونايتد 2–3 أرسنال – الدور الرابع، 10 مارس 1906
- أول مباراة في درع المجتمع: أرسنال 4–3 مانشستر يونايتد – 6 أكتوبر 1948
- أول مباراة في كأس الرابطة: أرسنال 3–2 مانشستر يونايتد – الدور الثاني، 30 أغسطس 1977
- أول مباراة قارية: مانشستر يونايتد 1–0 أرسنال – نصف نهائي دوري أبطال أوروبا، 6 أبريل 2009
- الفوز الأول خارج أرضه:
  - أرسنال: مانشستر يونايتد 0–1 أرسنال – الدرجة الثانية، 15 مارس 1902
  - مانشستر يونايتد: أرسنال 0–2 مانشستر يونايتد – الدرجة الثانية، 3 أبريل 1897
- أعلى مباراة تسجيلا: مانشستر يونايتد 8–2 أرسنال – الدوري الإنجليزي الممتاز، 28 أغسطس 2011
- أكبر هامش فوز:
  - أرسنال: 5–0 – الدور الرابع لكأس الاتحاد الإنجليزي، 30 يناير 1937
  - مانشستر يونايتد: 8–2 – الدوري الإنجليزي الممتاز، 28 أغسطس 2011
- أكبر عدد من الانتصارات المتتالية:
  - أرسنال: 4 (9 نوفمبر 1997 – 20 سبتمبر 1998)
  - مانشستر يونايتد: 5 (6 سبتمبر 1983 – 24 أغسطس 1985)
- أطول سلسلة بدون هزيمة:
  - أرسنال: 5 (5 أبريل 1922 – 28 ديسمبر 1926؛ 4 انتصارات وتعادل واحد، 10 مارس 2019 – 30 يناير 2021؛ 3 انتصارات وتعادلين)
  - مانشستر يونايتد: 9 (20 نوفمبر 1954 – 11 أكتوبر 1958؛ 6 انتصارات و3 تعادلات؛ 19 أكتوبر 1991 – 22 مارس 1995؛ 3 انتصارات و6 تعادلات)
- معظم سلسلة تعادلات: 4 – 16 أبريل 2003 إلى 28 مارس 2004
- أكثر عدد مباريات في موسم واحد: 5 – 1998–99 و2004–05
- أفضل مسجل أهداف: 12 – واين روني (مانشستر يونايتد)
- أكثر اللاعبين مشاركة في المباريات: 50 – رايان جيجز (مانشستر يونايتد)
- أعلى نسبة حضور في الدوري: 83,260 في ملعب ماين رود، القسم الأول، 17 يناير 1948